# Heterospilus noyesi
Heterospilus noyesi – gatunek błonkówki z rodziny męczelkowatych i podrodziny Doryctinae.
Ciało długości od 3,5 do 4 mm. Głowa miodowożółta do jasnobrązowej, z poprzecznie żeberkowanymi ciemieniem i czołem oraz pomarszczoną twarzą. Czułki brązowe z żółtym trzonkiem. Tułów brązowy z miodowożółtymi, pomarszczonymi płatami śródtarczki. Mezopleury gładkie. Odnóża żółte z brązowymi elementami. Metasoma brązowa do ciemnobrązowej. Pierwsze tergum metasomy u wierzchołka węższe niż dłuższe, drugie tergum z zafalowanym przednim rowkiem, a terga od IV do VII gładkie. Pokładełko dłuższe od metasomy.
Gatunek znany wyłącznie z Kostaryki.